# Lepiota subincarnata
Lepiota subincarnata (Jakob Emanuel Lange, 1940), sin. Lepiota josserandii (Marcel Bon și Jacques Boiffard, 1975), din încrengătura Basidiomycota în familia Agaricaceae și de genul Lepiota este o specie saprofită de ciuperci letale. O denumire populară nu este cunoscută. Specia răspândită, dar nu prea frecventă, trăiește în România, Basarabia și Bucovina de Nord, de la câmpie la deal, pe sol călduros și umed ierbos, cu drag între urzici, izolată sau în grupuri mai mici, în păduri de foioase și mixte, la marginea lor precum prin pajiști, parcuri și grădini, deseori în apropierea de arini și salcii. Timpul apariției este din (mai) iunie până în noiembrie.

## Taxonomie
Numele binomial, care este și taxonul valabil în prezent (2020), a fost determinat drept Lepiota subincarnata de micologul danez Jakob Emanuel Lange în volumul 5 al operei sale Flora Agaricina Danica din 1940. De asemenea, specia este descrisă în multe cărți micologice sub denumirea Lepiota josserandii, creată de micologii francezi Marcel Bon și Jacques Boiffard în 1975, ce se poate verifica în volumul 90 al jurnalului micologic  Bulletin de la Société Mycologique de France. Celelalte sinonime (vezi infocaseta) nu sunt folosite.
Epitetul este derivat din cuvintele latine (latină sub=cam, destul de, (în) jos, sub, printre, mai dedesubt etc.), și (latină incarnatus=încarnat, devenit ca carnea), adică slab carneu, datorită aspectului buretelui.

## Descriere

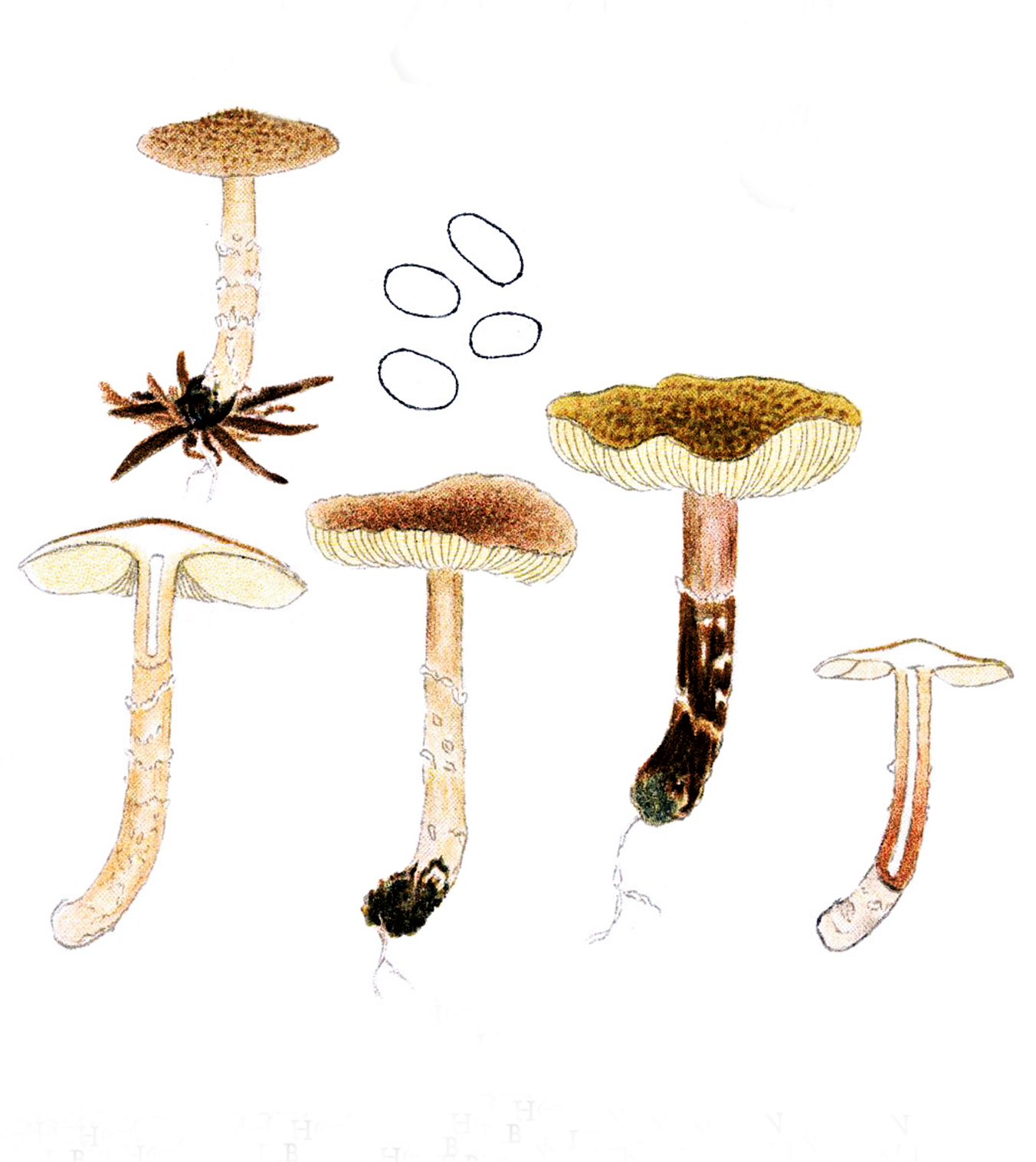
Lange: Lepiota subincarnata

- Pălăria: inițial conică cu marginea franjurată și albă, apoi convexă și slab cocoșată, mai târziu aplatizată și la bătrânețe nu rar puțin adâncită, are un diametru de 3-5 (7)cm, este, pentru mărimea ei, destul de groasă, îndeosebi în centru. Cu avansarea în vârstă are însușirea de a rupe, începând la margine. Suprafața albicioasă este presărată de mulți solzi mici dispuși în zone concentrice, fiind de un colorit roz, carneu până brun-rozaliu, în mijloc adesea mai închis, aproape brun.
- Lamelele: libere, subțiri și îndesate, de acea la început deseori ondulate, sunt bulboase, cu lameluțe intercalate și de un colorit alb până alb-gălbui cu nuanțe de roz. Muchiile netede, albe au și ele nu rar o tentă rozalie. În stadiul timpuriu al evoluției, lamelele sunt acoperite de un văl parțial alb și fin. Nu se decolorează după o leziune.
- Piciorul: dezvoltă o lungime de 3-8cm, având un diametru de  0,5-0,8cm, este cilindric, uneori slab îndoit, cu o bază numai puțin bulboasă, plin, dar la bătrânețe tubular gol pe dinăuntru. Prezintă o zonă inelară fibroasă repede trecătoare. Coaja este de acolo în sus netedă, iar în jos, spre bază, poartă solzi largi și șerpuiți de culoare mai închisă rozalie până brun-rozalie care sunt resturi ale vălului parțial.
- Carnea: albicioasă și la bază roz-maronie, ce nu se decolorează după o tăiere, este destul de fermă și groasă pentru mărimea ei, având un miros inițial imperceptibil, apoi dulcișor aromatic și fructuos, devenind la bătrânețe neplăcut (slab ca gaz de iluminat) precum un gust blând, ceva de ciuperci. Nu gustați niciodată buretele pentru că este foarte toxic![3][4]
- Caracteristici microscopice: sporii netezi, cu pereți subțiri, ovoidali până elipsoidali sunt hialini, (translucizi), granulați în interior, amiloizi (ce înseamnă colorabilitatea structurilor tisulare folosind reactivi de iod), puternic dextrinoizi cu reactivul lui Melzer, iar incolori până palid gălbui într-o soluție de hidroxid de potasiu cu 5%, având dimensiunea de 6-7,5 × 3,5-5 microni. Pulberea lor este albă. Basidiile cilindrice până sub-clavate cu un conținut uleios poartă câte 2-4 sterigme fiecare și măsoară 19,5-28,5 × 7-8,5 microni.

Cheilocistide (elemente sterile situate pe muchia lamelor) de 15-25 (30) x 5,8-9 (12) microni în formă de măciucă sunt rotunjite în vârf. Pleurocistidele (elemente sterile situate în himenul de pe fețele lamelor) lipsesc. Pileocistidele (elemente sterile de pe suprafața pălăriei) translucide până deschis brune, cu hife terminale translucide sau pigmentate deschis maroniu, orânduite vertical sau ascendente, sunt alungit cilindrice în formă de sabie și măsoară 134-318 × 8 (10,5)-12 (13) microni, neavând elemente clavate la bază. Caulocistidele (cistide situate la suprafața piciorului), alungit clavate sau în formă de furtun, măsoară 50-190 x 8-15 microni. Toate cistidele poartă fibule.
- Reacții chimice: nu sunt cunoscute.[3][4]

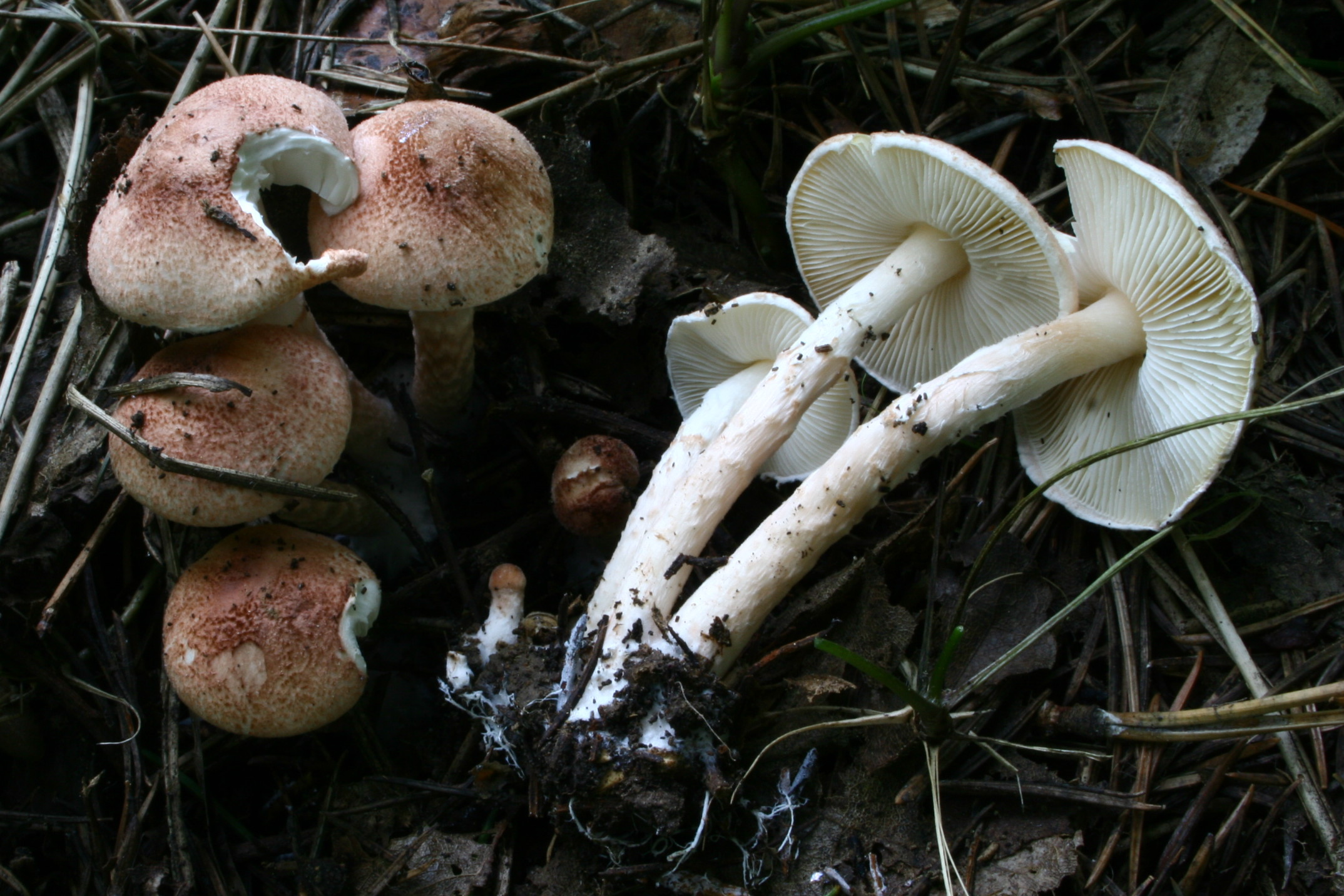
L. subincarnata, pălărie, lamele și picior
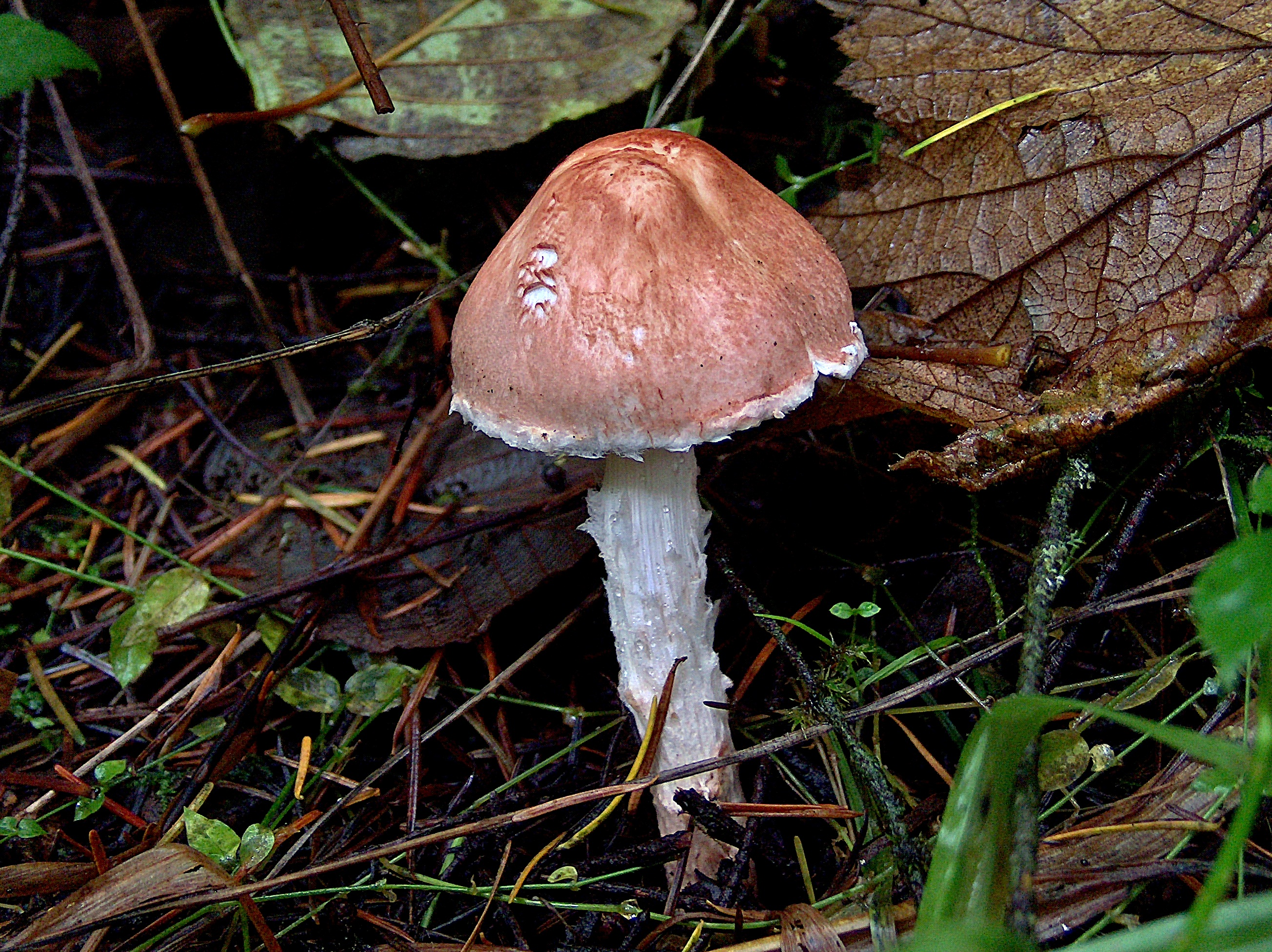
L. subincarnata tânără
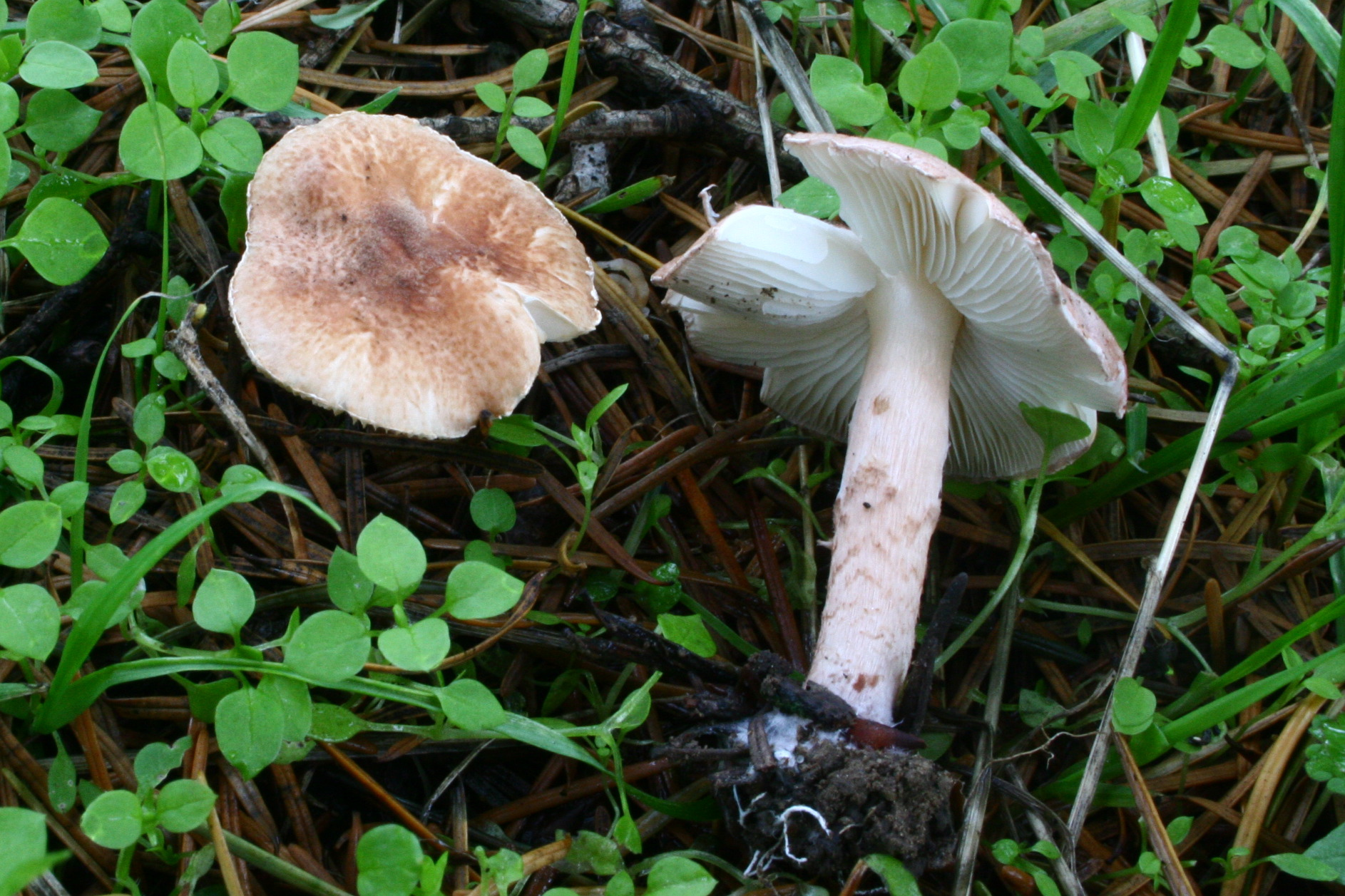
L. subincarnata mai bătrâne

## Confuzii
Lepiota subincarnata poate fi confundată cu alte specii preponderent letale sau otrăvitoare ale genului, cum sunt de exemplu: Lepiota boudieri, Lepiota brunneoincarnata (letală). Lepiota castanea (letală), Lepiota clypeolaria, Lepiota cristata, Lepiota eriophora (miros aromatic, de ciuperci), Lepiota erminea (necomestibilă), Lepiota felina, Lepiota helveola (otrăvitoare, Lepiota hystrix (necomestibilă), Lepiota kühneri (letal) + imagini, Lepiota lilacea, Lepiota magnispora, Lepiota ochraceofulva (suspectă, probabil otrăvitoare), Lepiota perplexa, Lepiota pseudolilacea sin. Lepiota pseudohelveola (letală), sau cu Cystodermella cinnabarina (comestibilă).

## Specii asemănătoare în imagini

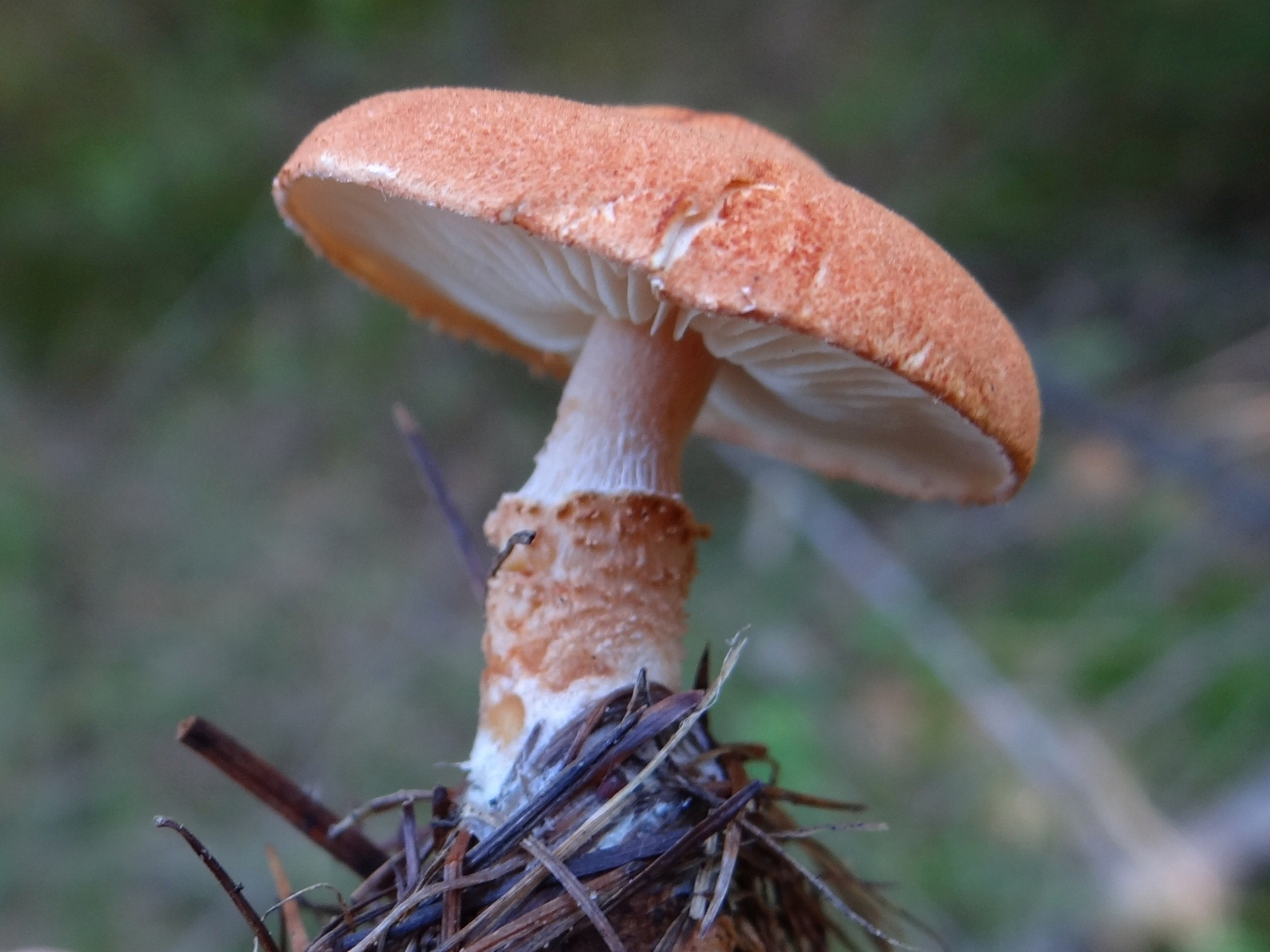
Cystodermella cinnabarina
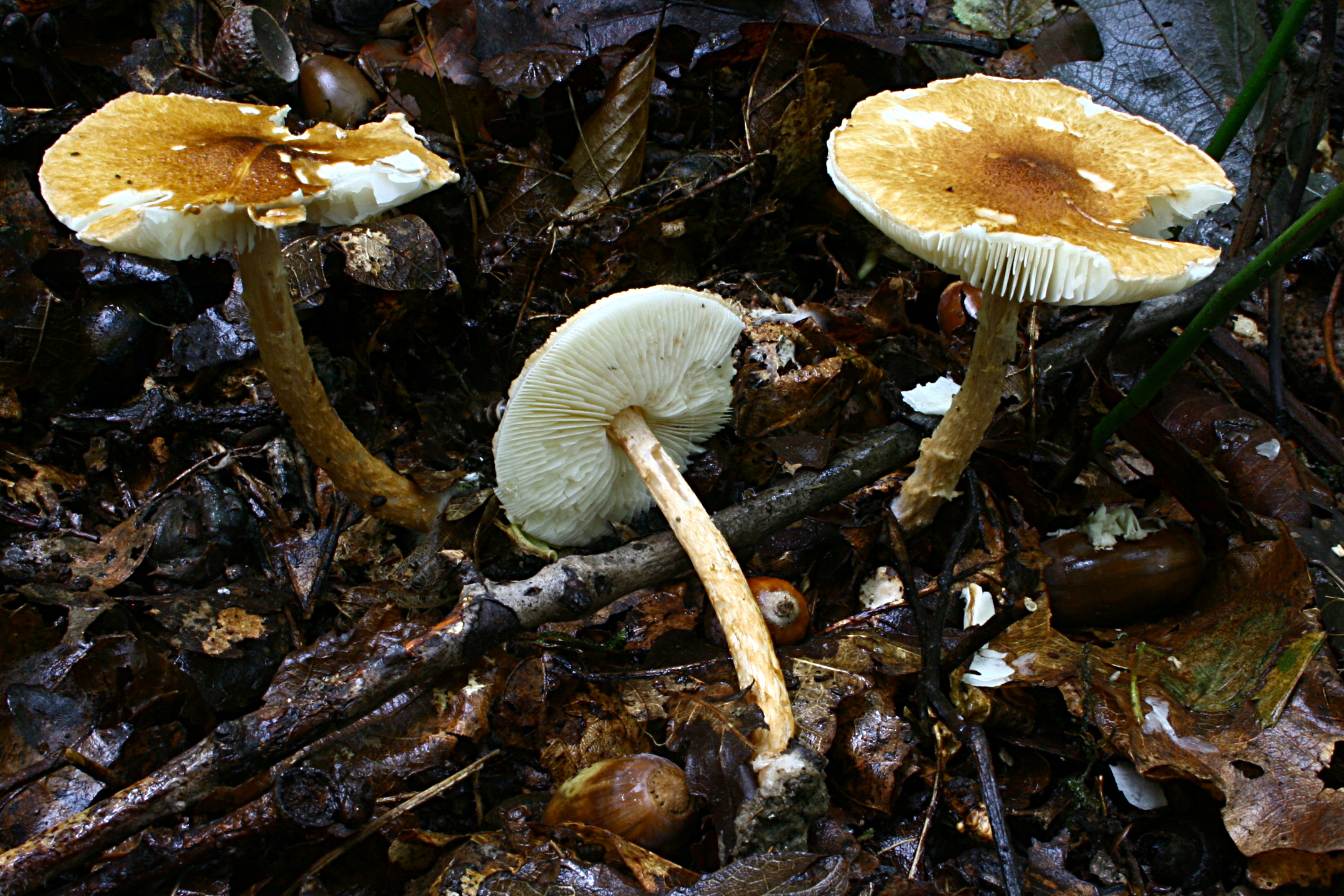
!!Lepiota boudieri!!
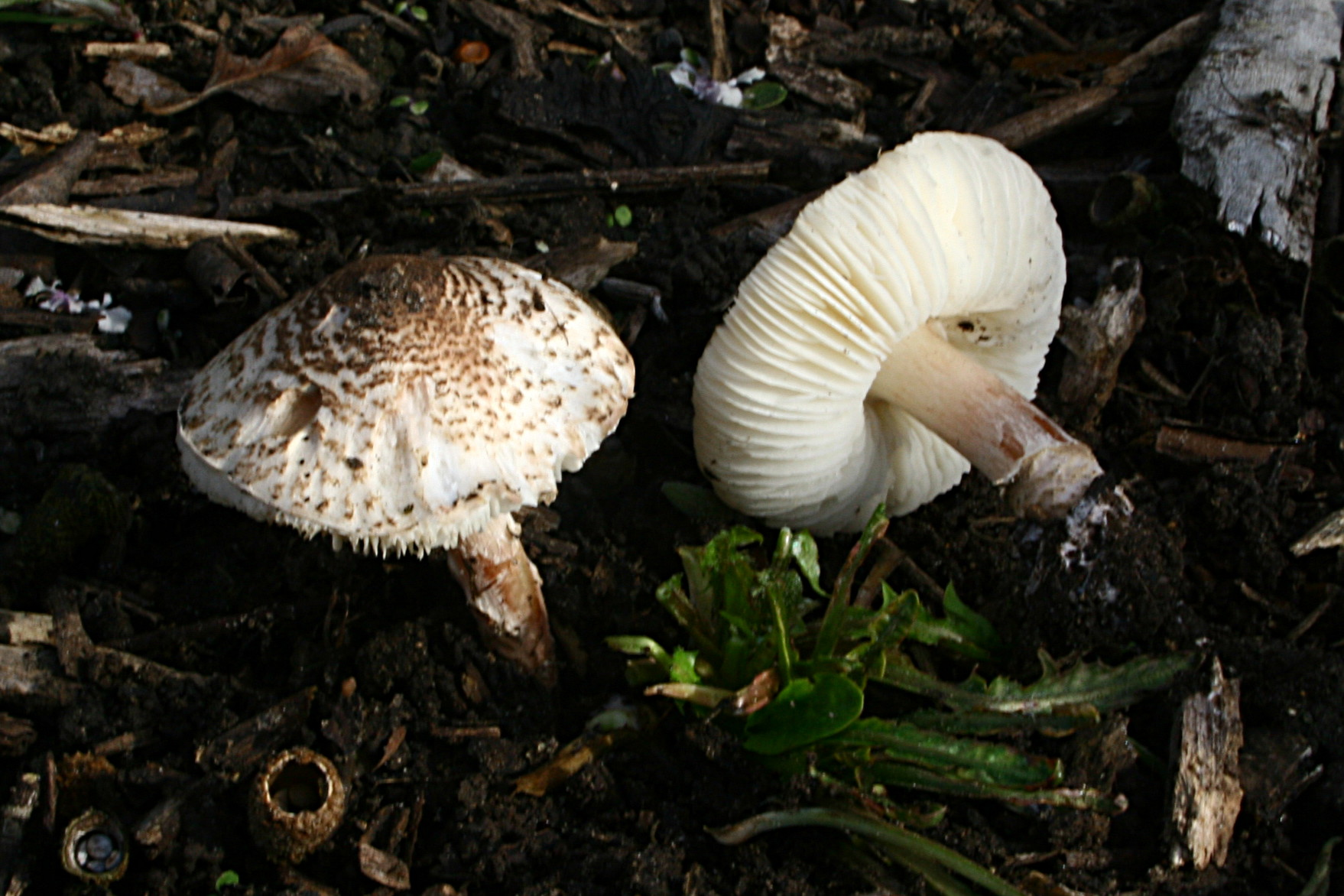
!!!Lepiota brunneoincarnata!!!
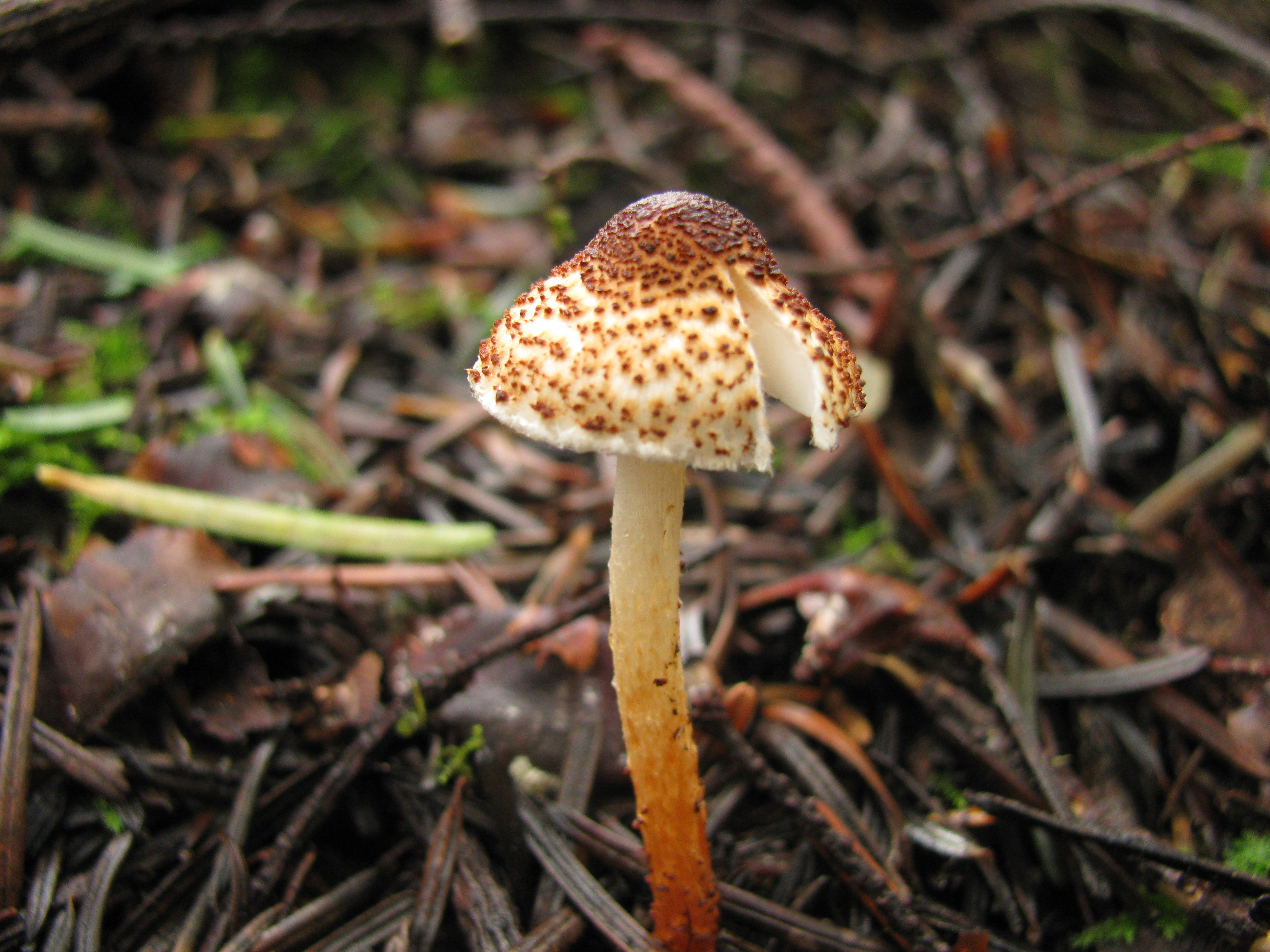
!!!Lepiota castanea!!!
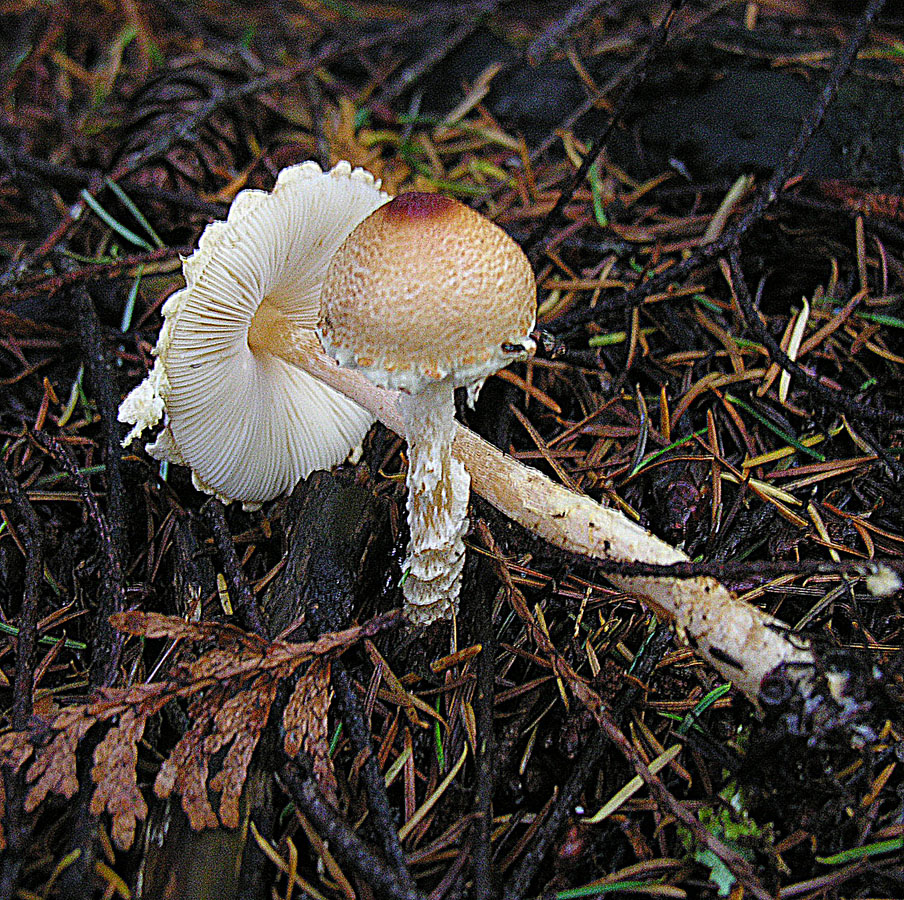
!!Lepiota clypeolaria!!
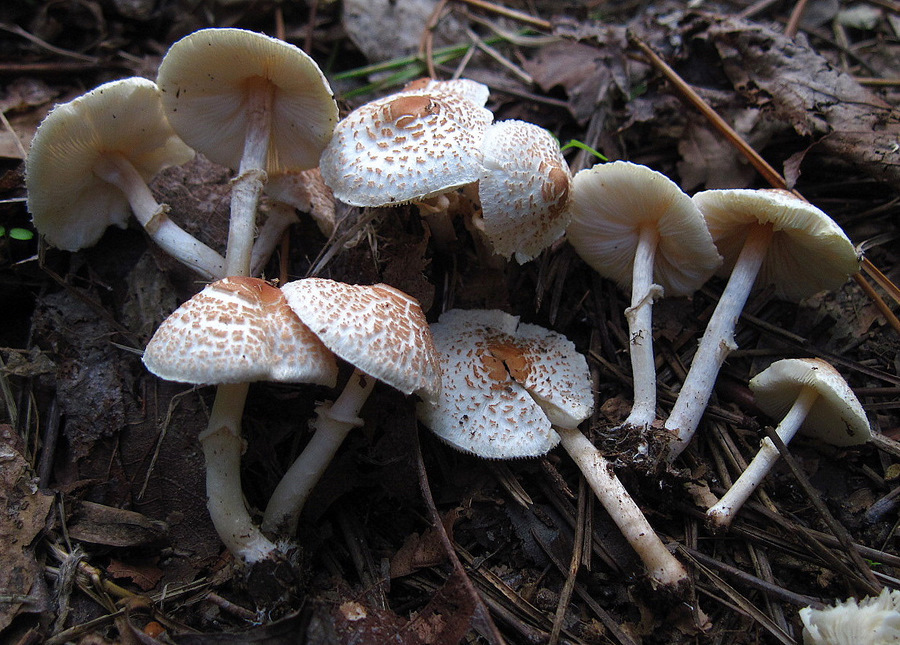
!!Lepiota cristata!!
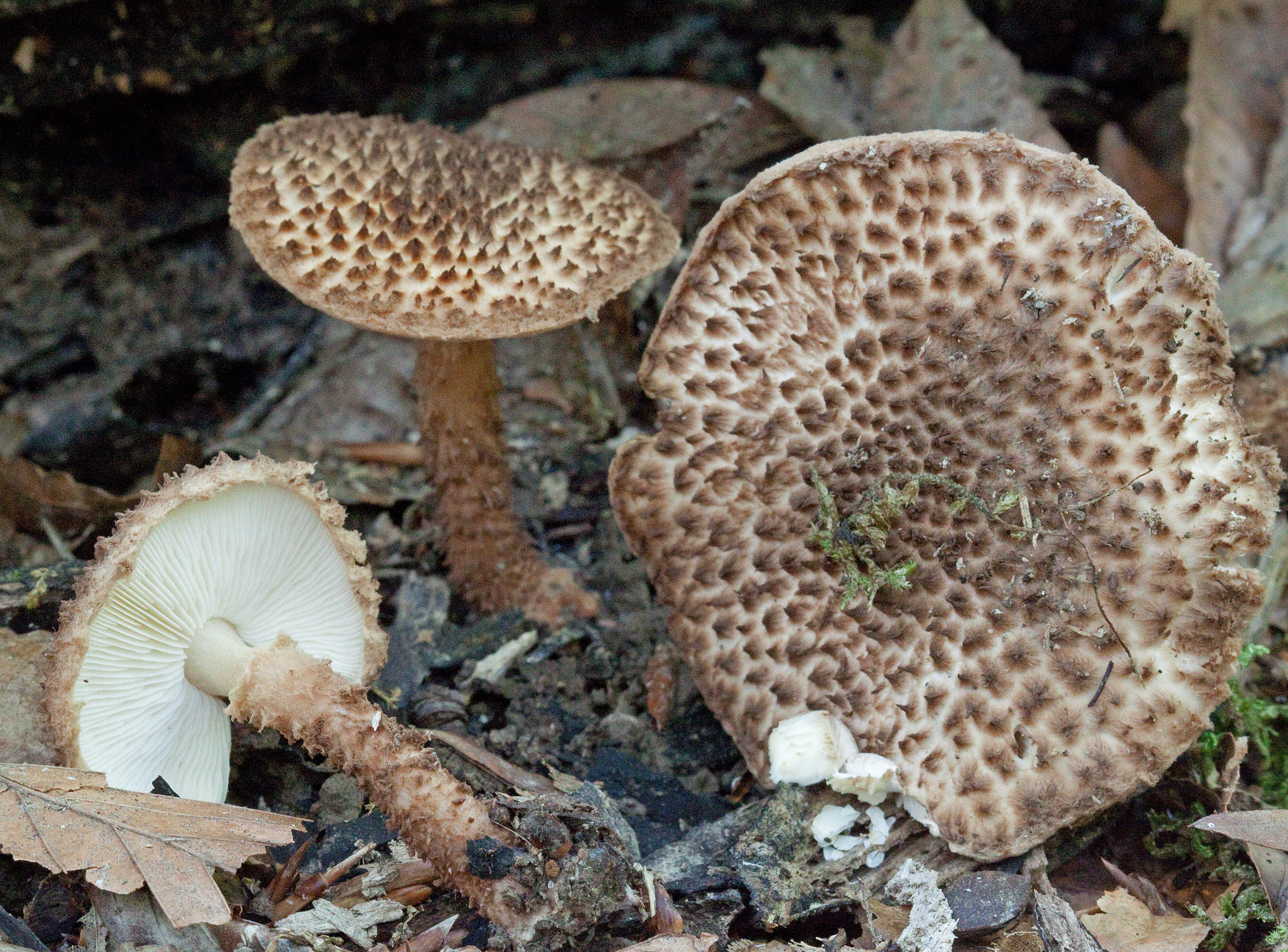
!!Lepiota eriophora!!
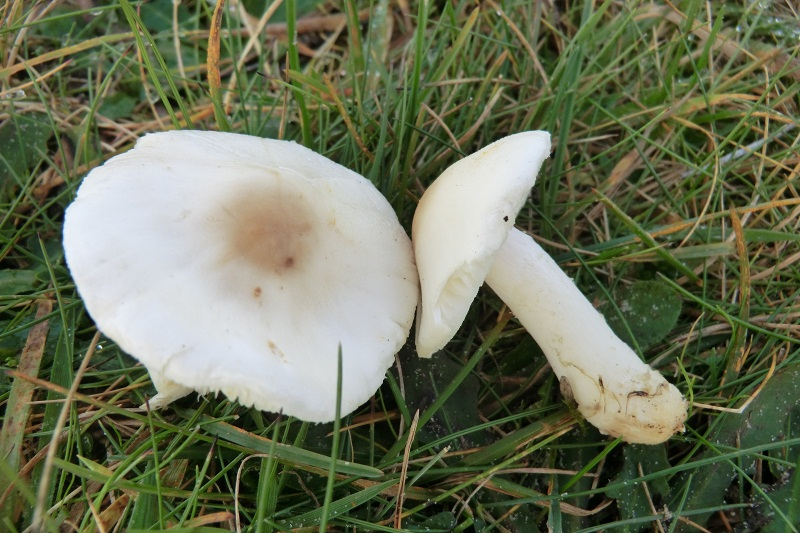
!Lepiota erminea!
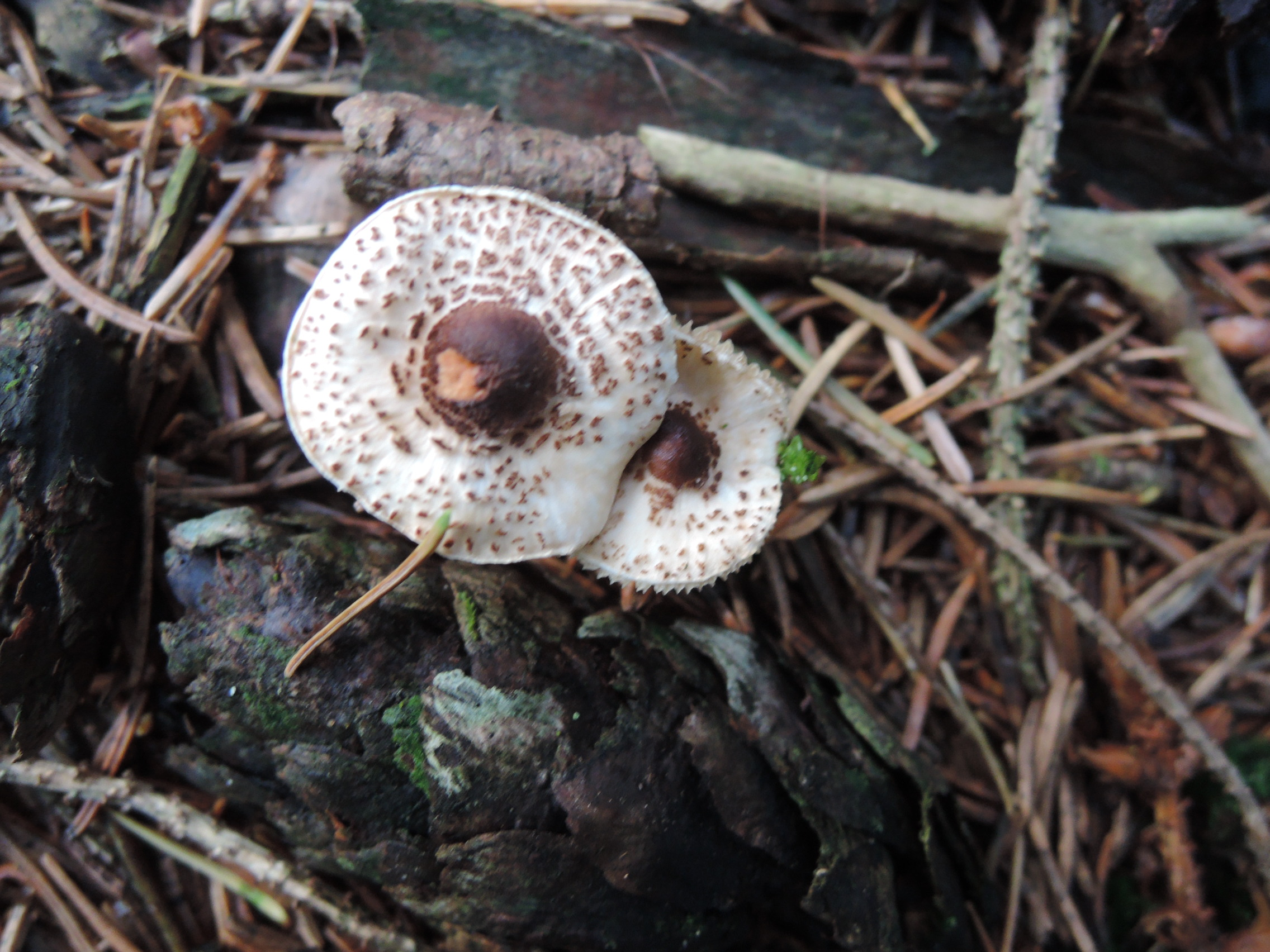
!!Lepiota felina!!

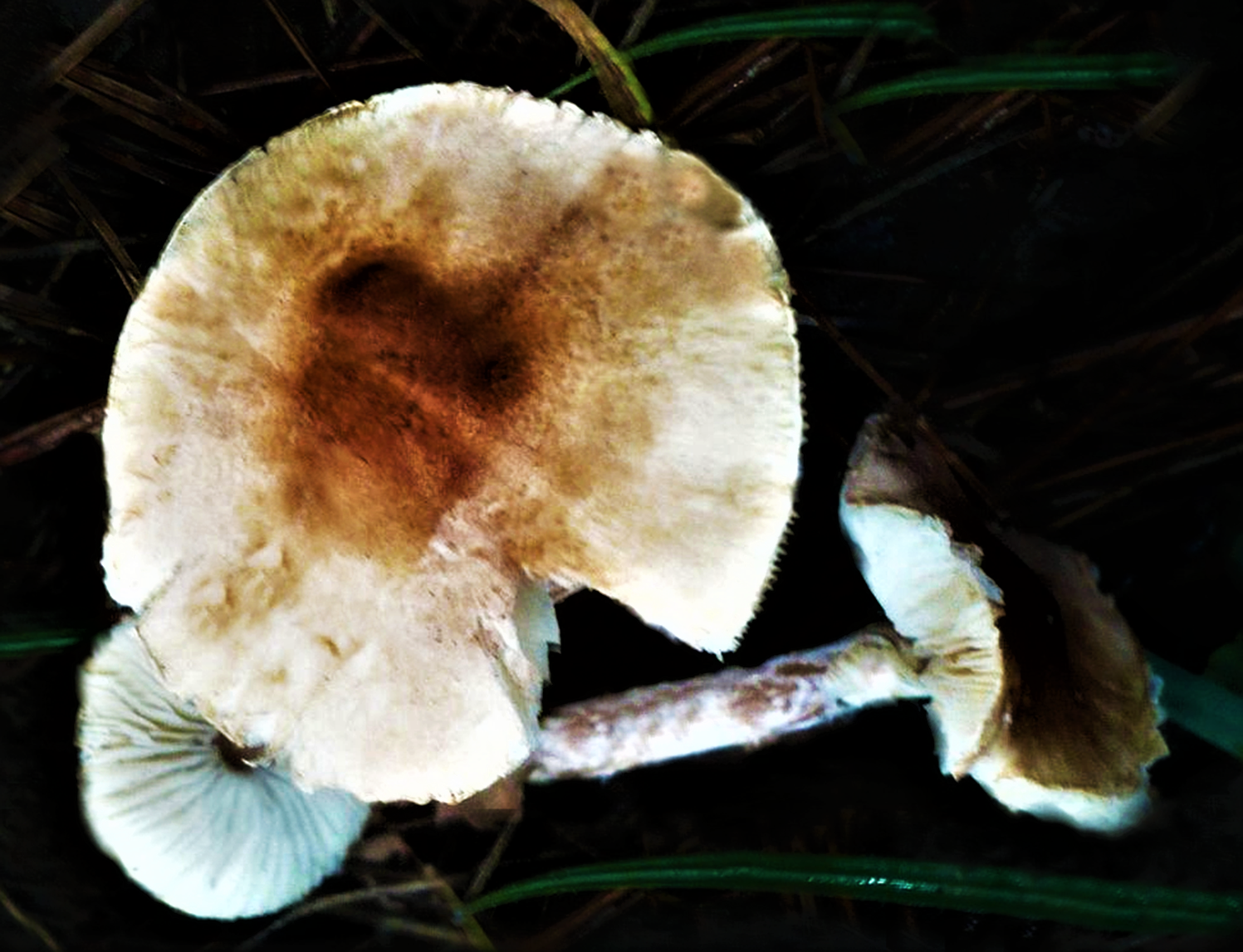
!!!Lepiota helveola!!!
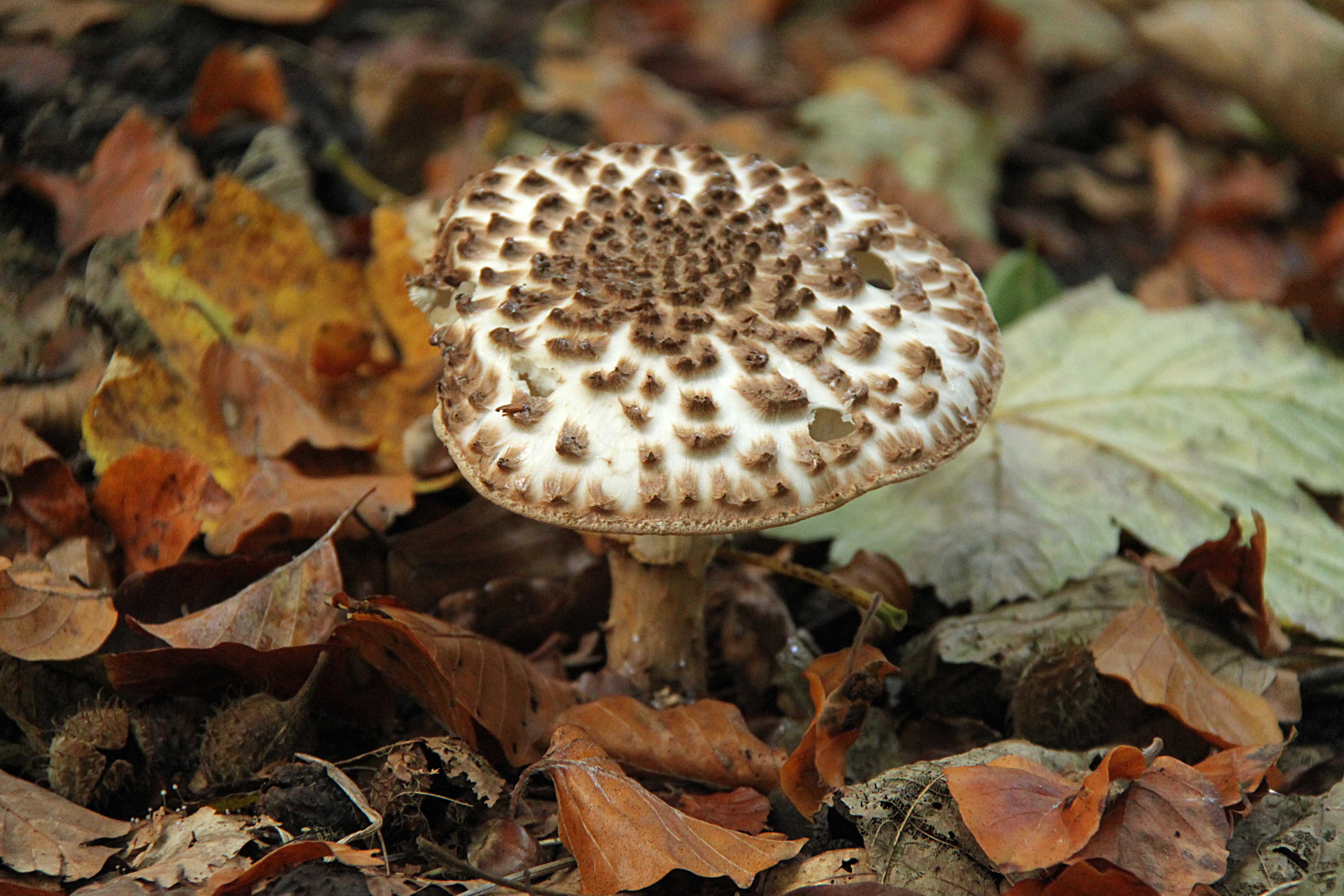
!Lepiota hystrix!
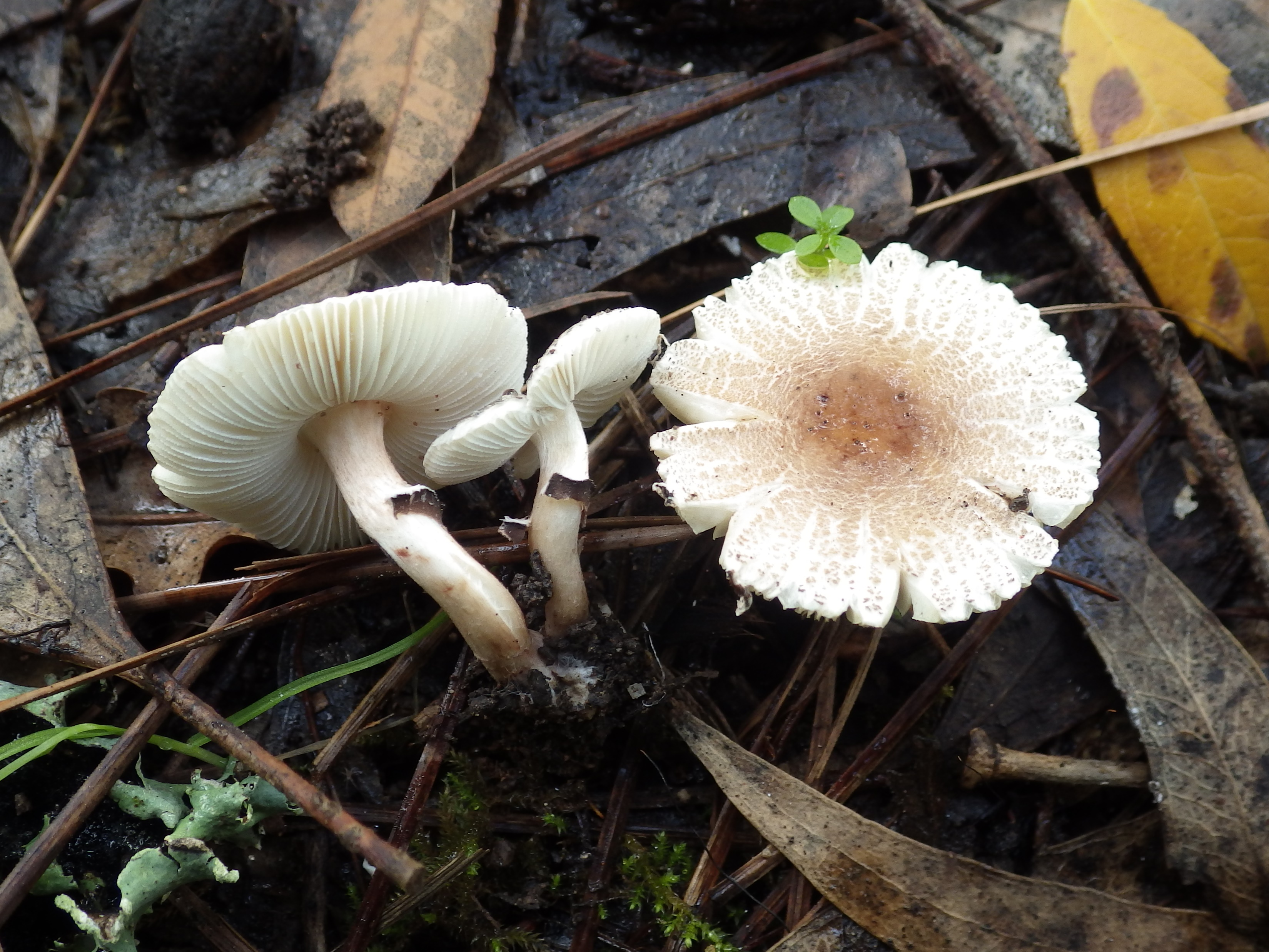
!!Lepiota lilacea!!
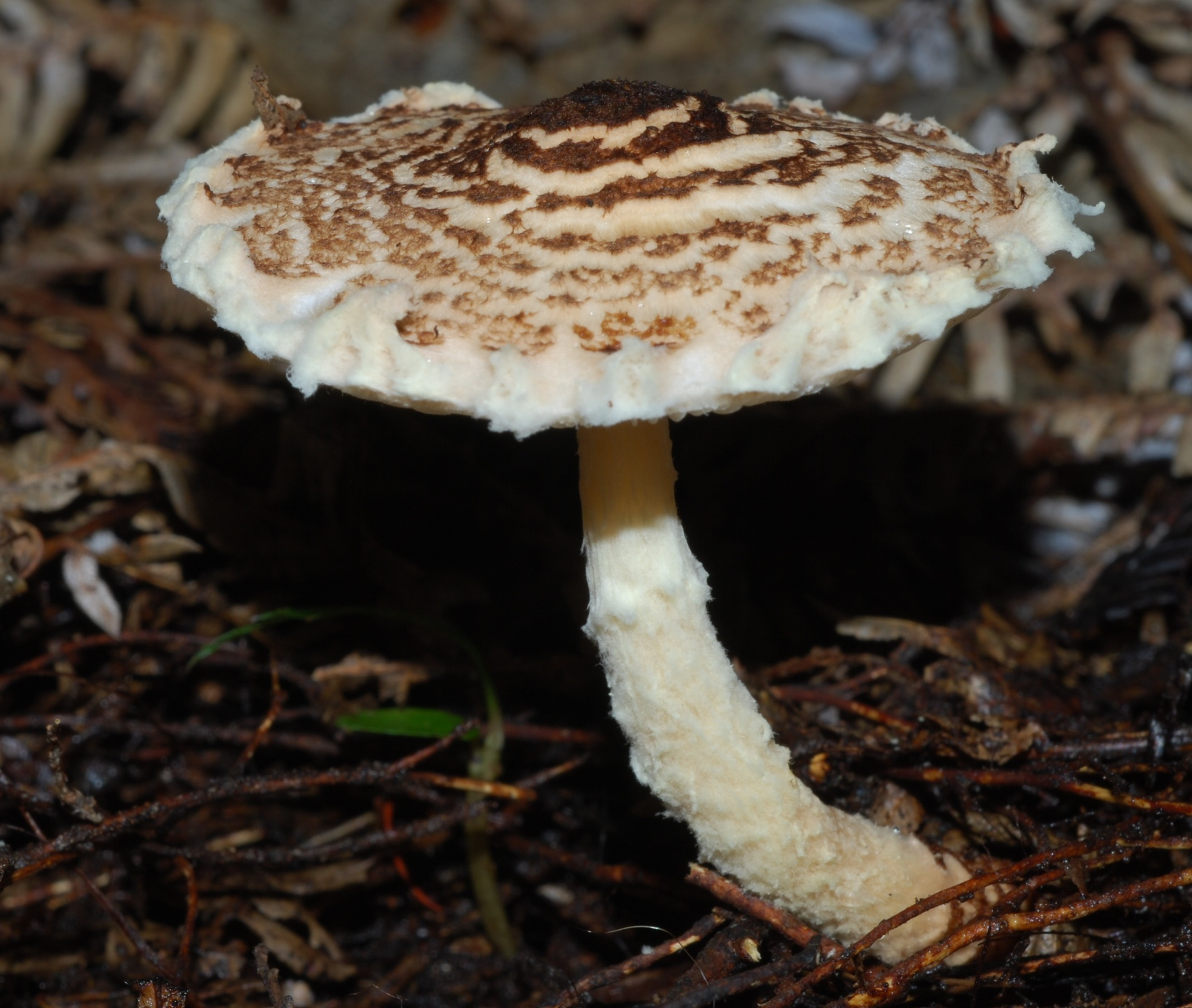
!!Lepiota magnispora!!
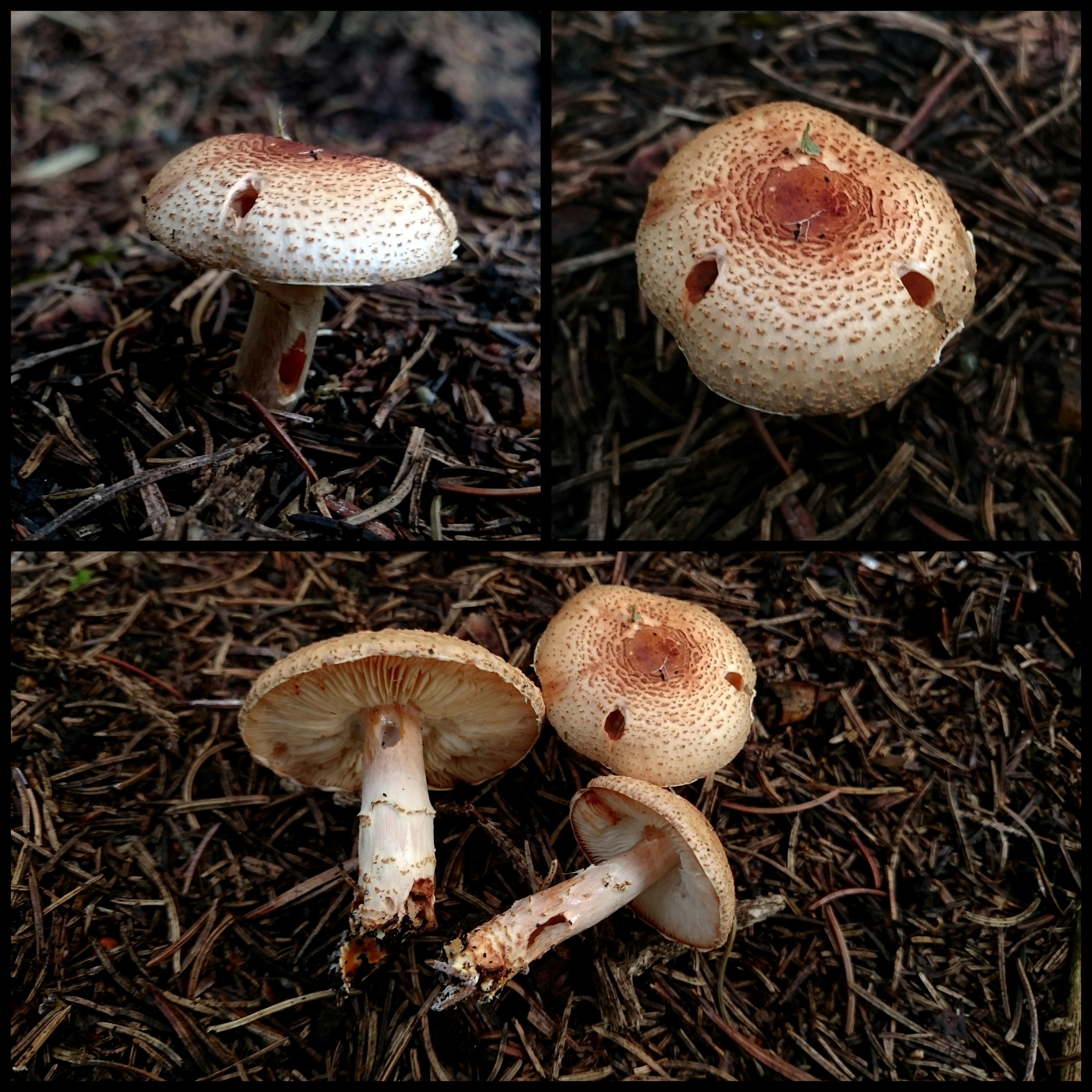
!!Lepiota ochraceofulva!!
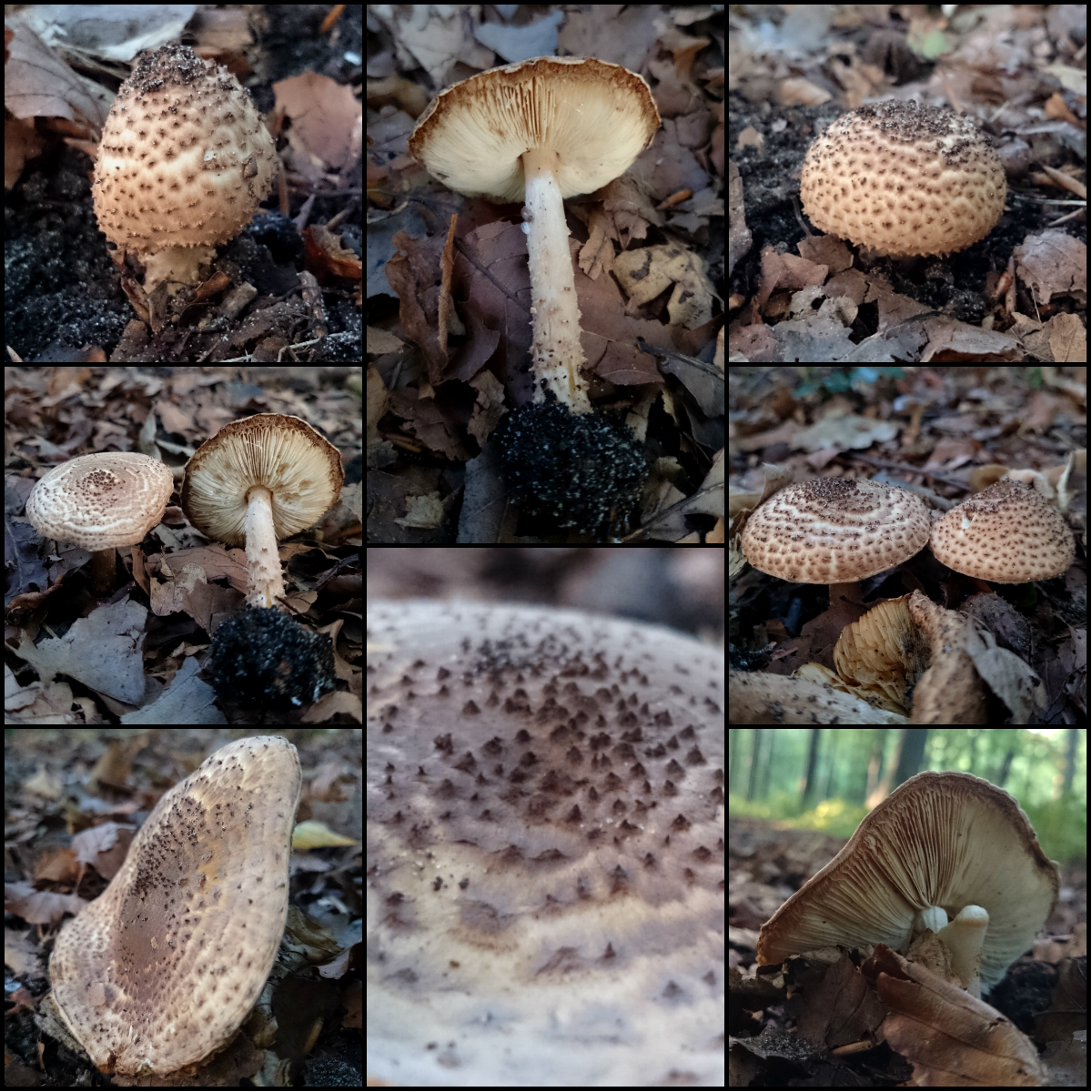
!!Lepiota perplexa!!
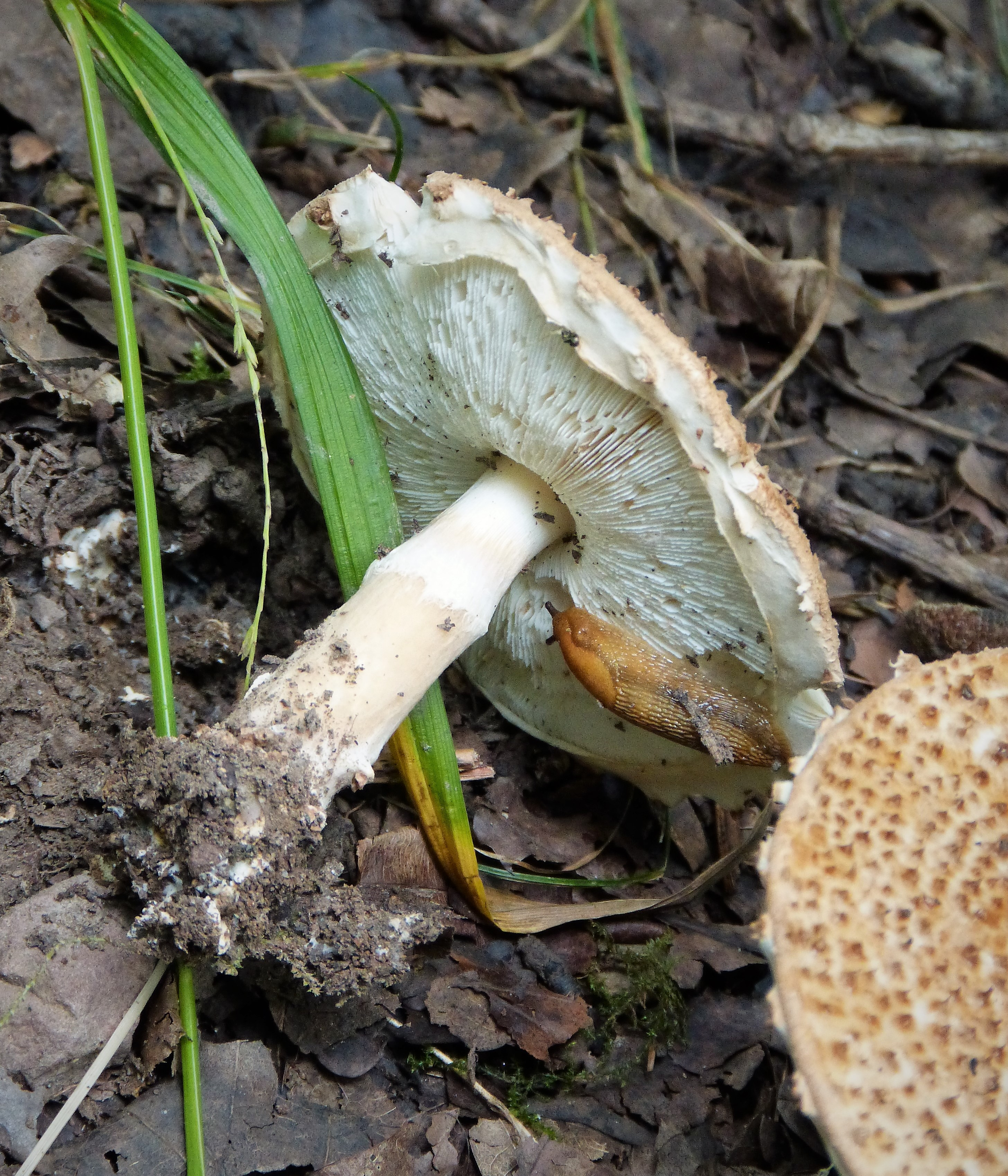
!!!Lepiota pseudolilacea sin. Lepiota pseudohelveola!!!

## Toxicitate
În Anglia, ciuperca nu poartă degeaba porecla "Fatal Dapperling" (un tip mic spilcuit și fatal). Ea conține nu numai α-amanitina, ci, de asemenea, β- și γ-amanitina în doze mari, fiind astfel tot astfel de toxică și mortală ca Amanita phalloides.